# Helmuth Ellgaard

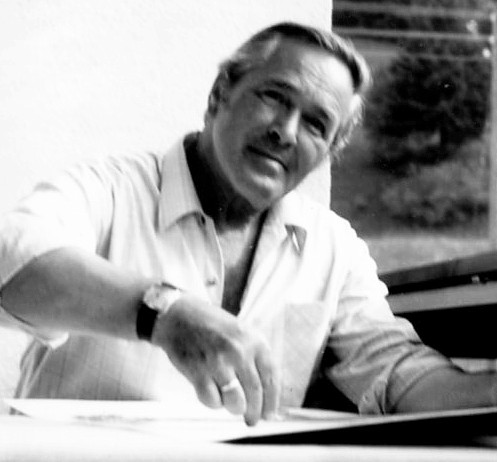
Helmuth Ellgaard (1970)

Helmuth Ellgaard (* 3. März 1913 in Hadersleben, Deutsches Kaiserreich; † 22. April 1980 in Kiel) war ein deutscher Pressezeichner und Illustrator. Er wurde bekannt durch seine zahlreichen Filmplakate, die er zwischen 1954 und 1961 schuf.

## Leben und Werk

### Ausbildung

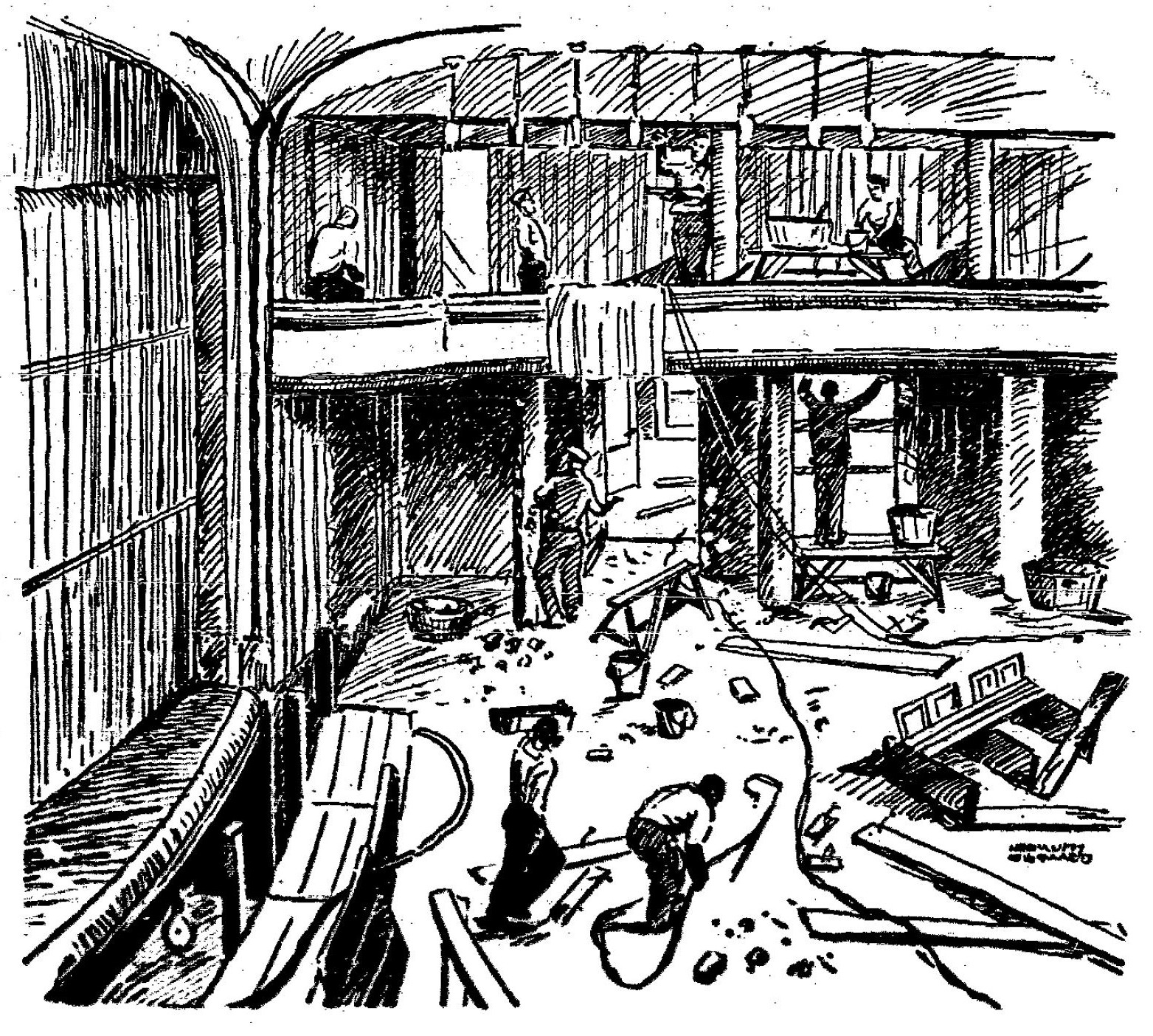
Umbau des Kieler Stadttheaters, frühe Pressezeichnung, Kieler Neueste Nachrichten, Juli 1935

Helmuth Ellgaard wurde im damals deutschen Hadersleben geboren. Die Eltern gehörten zur deutschen Minderheit der Stadt. Schon früh interessierte er sich fürs Zeichnen und Malen. 1928 zog die Familie nach Kiel. 1934 besuchte Ellgaard dort die Technische und kunstgewerbliche Fachschule (heute Muthesius Kunsthochschule) und arbeitete nebenher als Bühnenbildner beim Kieler Stadttheater und als Pressezeichner für die Kieler Neuesten Nachrichten. Eine seiner frühesten Pressezeichnungen erschien dort am 10. Juli 1935 und zeigt den Umbau des Kieler Stadttheaters. Sein künstlerisches Vorbild war zu dieser Zeit der Pressezeichner Theo Matejko, dem er erfolglos eine Zusammenarbeit anbot.

### Kriegsjahre
1939 ging Ellgaard nach Berlin, wo er die Schauspielerin Lotte Berger heiratete. Aus der Ehe gingen die Söhne Peter (* 1940) und Holger Ellgaard (1943–2023) hervor. Helmuth Ellgaards Arbeiten erschienen unter anderem in der Berliner Illustrirten Zeitung beim Deutschen Verlag (der Ullstein Verlag während der NS-Zeit). 1940 wurde ihm der Carl-Schnebel-Preis für „hervorragende illustrative und pressezeichnerische Leistungen“ verliehen für seine Darstellung des „großdeutschen Schicksalskampfes“ mit der Zeichnung Achtung Tiefflieger. Während des Zweiten Weltkrieges war er offizieller Kriegsberichterstatter in einer Propagandakompanie und folgte als Leutnant der Luftwaffe bei vielen Einsätzen mit seinem Skizzenblock.

## Bildergalerie, Helmuth Ellgaard

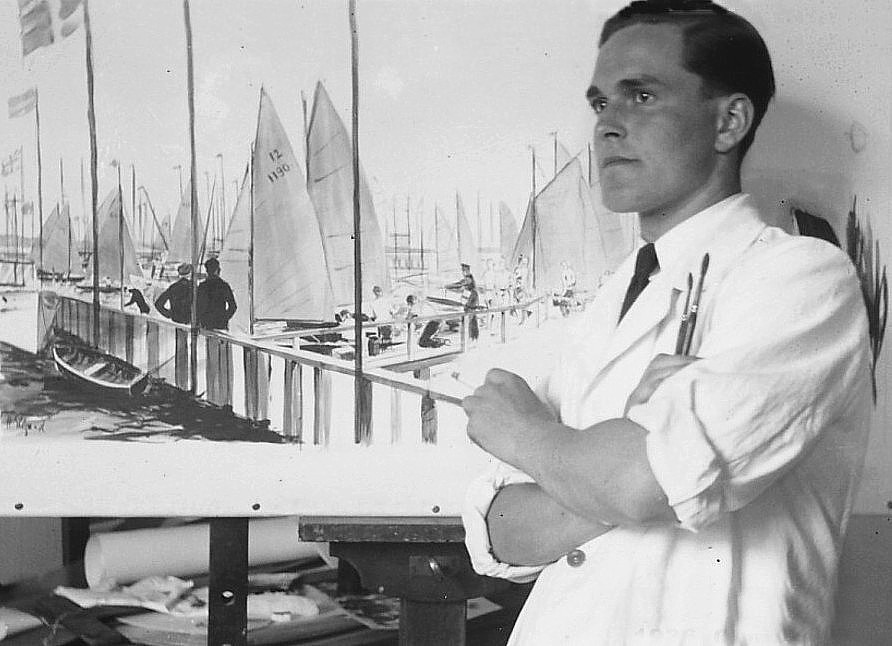
Vor Illustration für die Olympischen Sommerspiele 1936
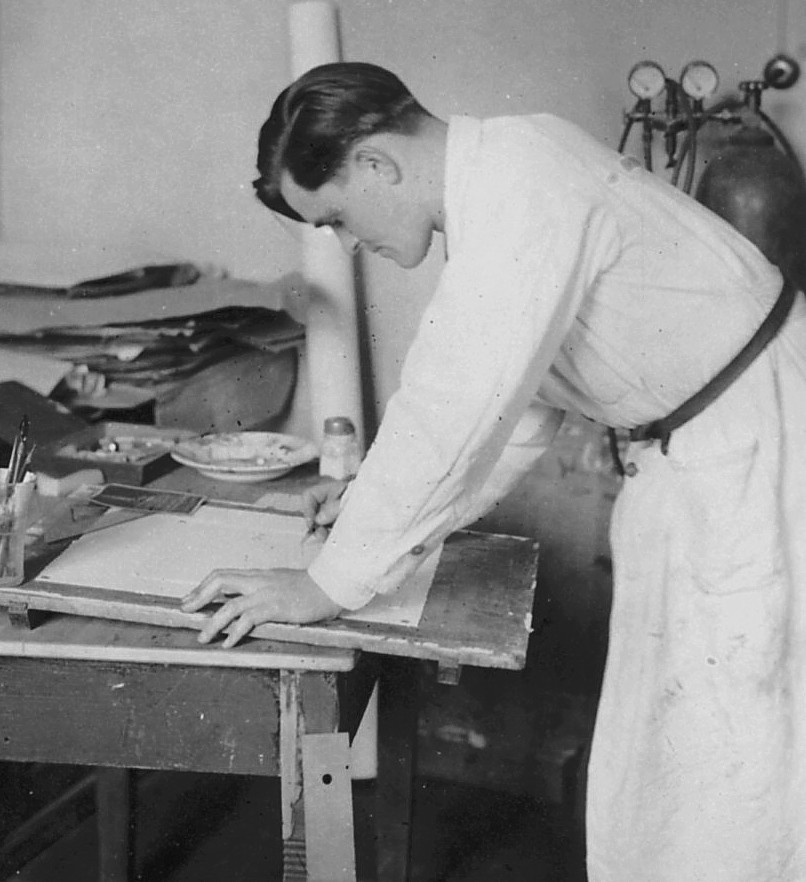
Im Kieler Stadttheater, Malersaal, 1936
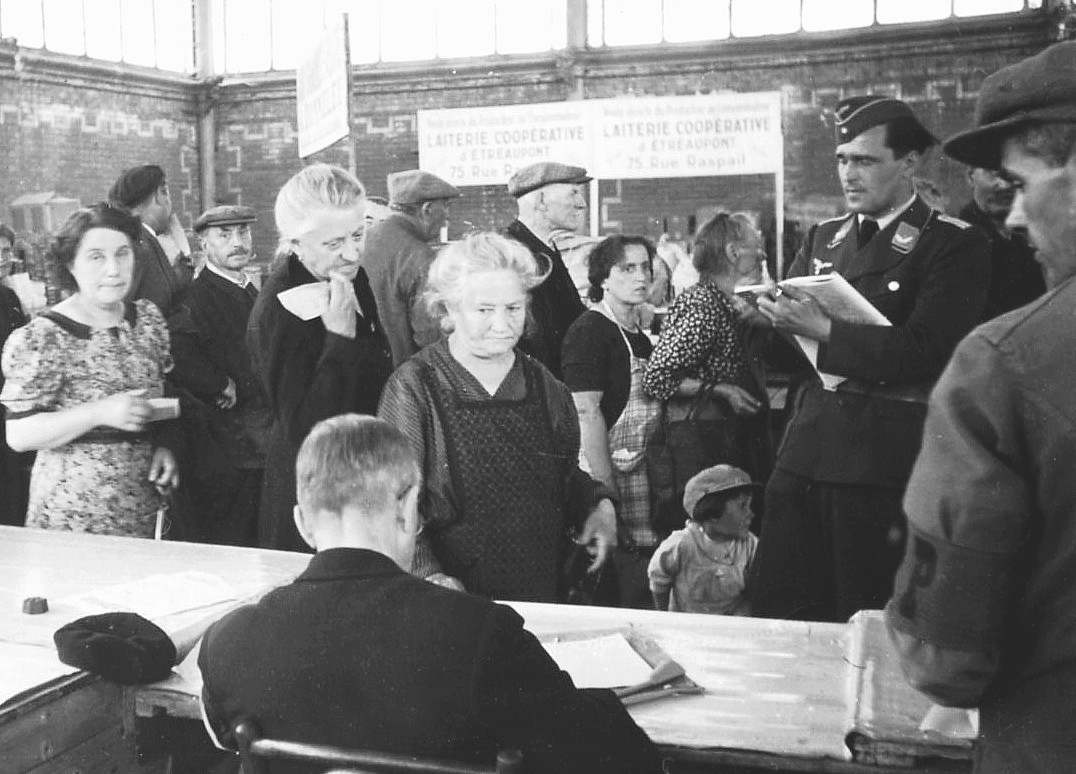
Als Kriegsberichter in Frankreich, 1940
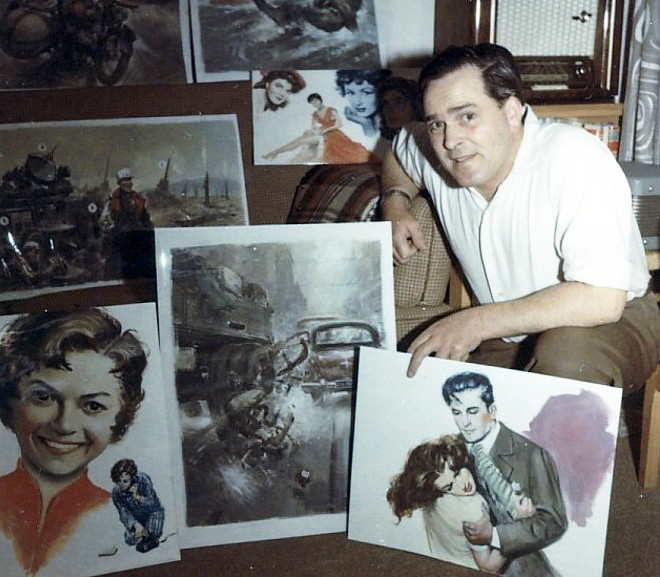
Im Atelier in München, 1956
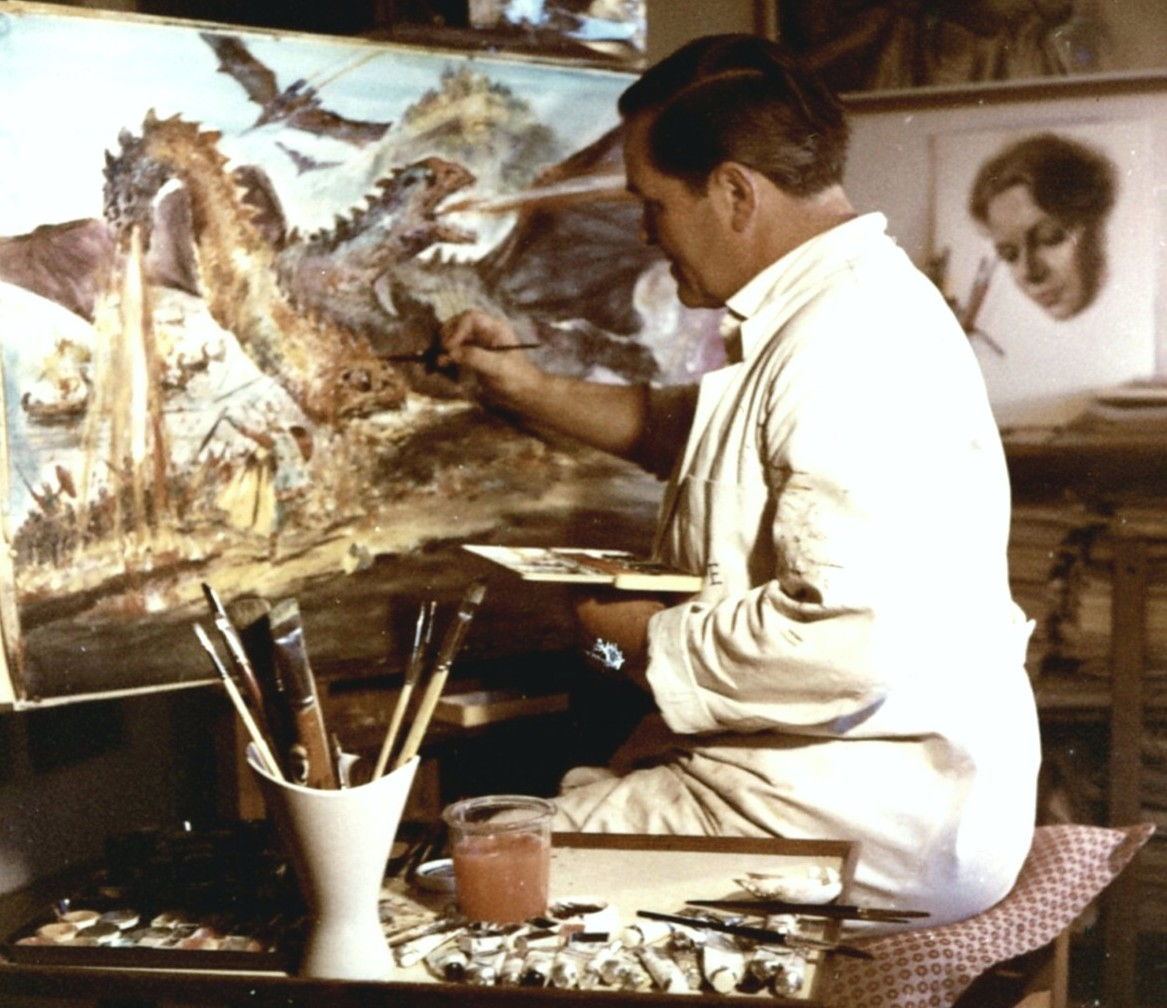
Im Atelier in Hamburg-Wandsbek, 1962

### Nachkriegszeit

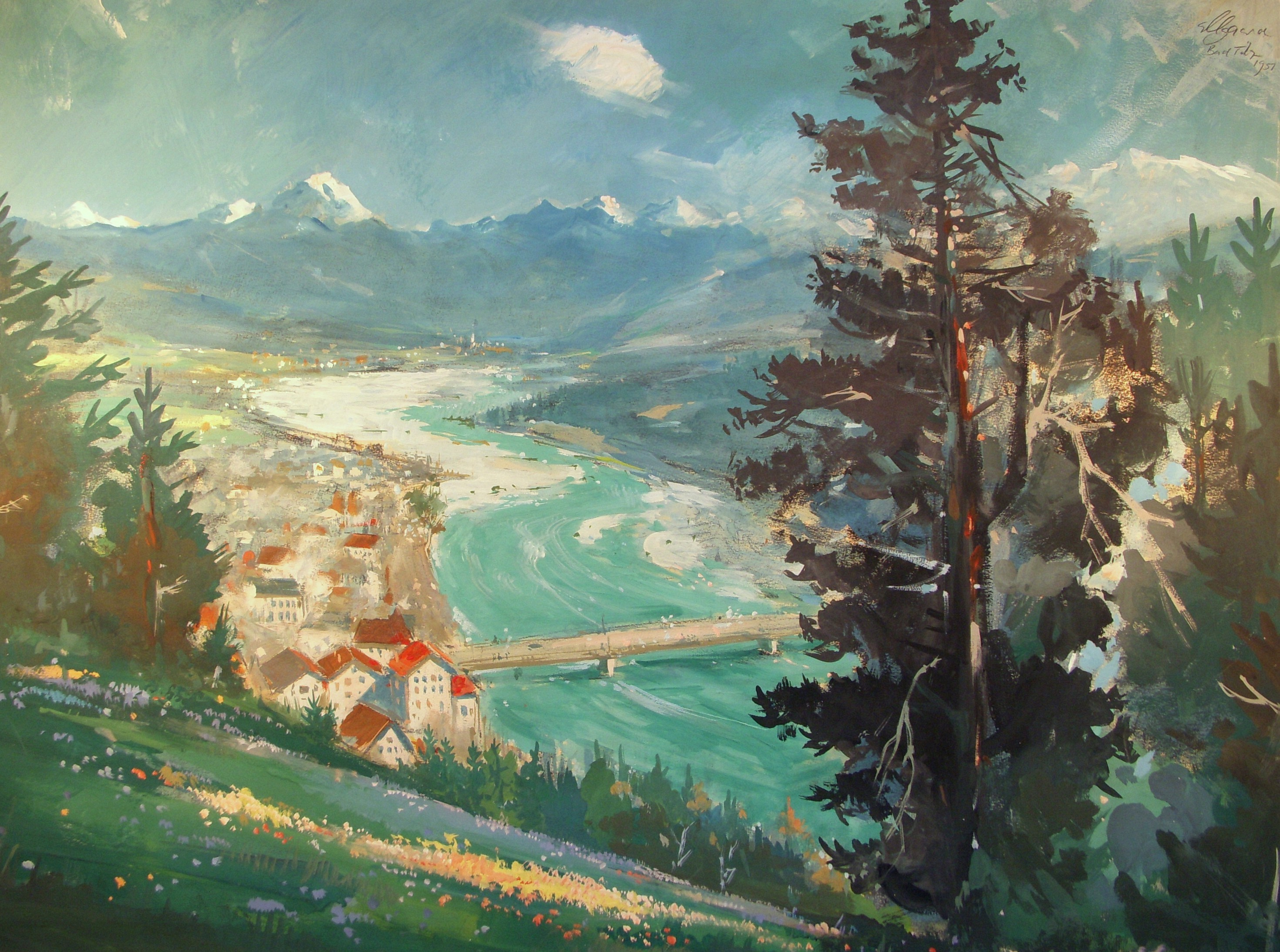
Bad Tölz und die Isar 1951

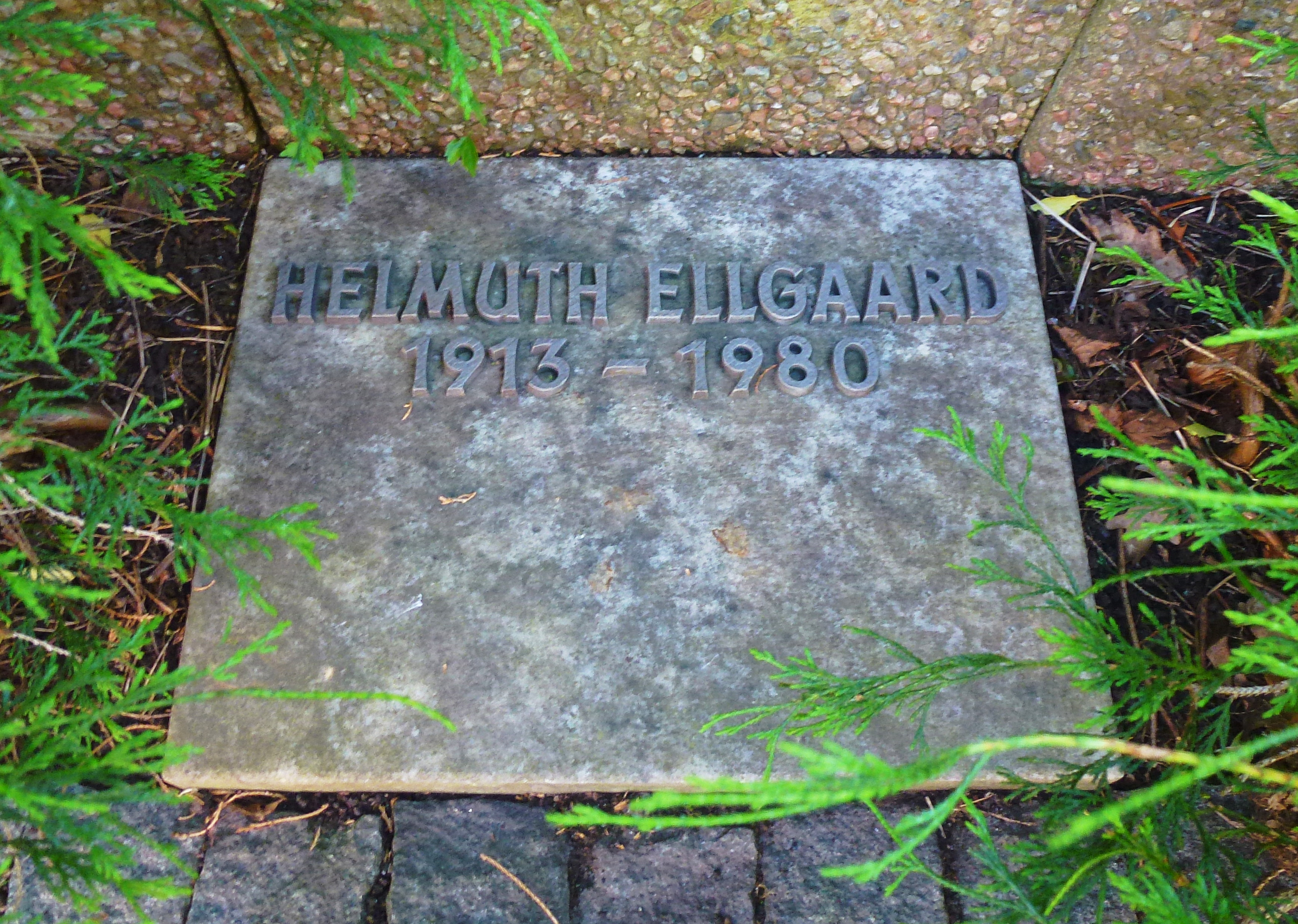
Helmuth Ellgaards Grabstein.

Während der Jahre 1945–1948 illustrierte Ellgaard unter anderem die Jugendzeitschrift Ins neue Leben des Minerva-Verlages in West-Berlin und die Neue Berliner Illustrierte sowie Die Frau von heute, die beide beim Allgemeinen Deutschen Verlag in Ost-Berlin erschienen. Zu seinen Auftraggebern gehörten einige Buchverlage, so illustrierte er beispielsweise Abenteuer mit der Filmkamera von Paul Lieberenz (1946) oder Das Mädchen Fleur von Friedrich Berg (1946).
Helmuth Ellgaard verließ mit seiner Familie 1949 Berlin, um ins oberbayerische Bad Tölz zu ziehen. Er war entscheidend an der Entstehung der illustrierten Zeitschrift Revue beteiligt, so half er Helmut Kindler mit einer „handgemachten“ Null-Nummer, die notwendige Lizenz für die Herausgabe der Zeitschrift bei den Alliierten zu bekommen. 1952 zog die Familie nach München. Bei der Revue war er als Bildredakteur und Pressezeichner bzw. Illustrator bis 1956 tätig. In fast jeder Ausgabe waren Illustrationen von Helmuth Ellgaard zu sehen und viele dieser Arbeiten waren im Stile des Retro-Futurismus. Die oberbayerische Alpenlandschaft inspirierte Ellgaard auch zu zahlreichen Landschaftsbildern, die jedoch ausschließlich dem privaten Gebrauch dienten.
Nach 1956 arbeitete Ellgaard als freier Pressezeichner und Illustrator, nunmehr wohnhaft in Hamburg. Wichtige Auftraggeber waren die Filmindustrie, für die er zahlreiche Plakate entwarf, sowie Zeitschriften und Buchverlage, beispielsweise das Filmplakat für Die Brücke aus dem Jahr 1959, Illustrationen zu Fortsetzungsroman, heitere Bilder zu Alltagssituationen und Zeichnungen von technischen Utopien.
Seine neuen Vorbilder waren nun der Amerikaner Norman Rockwell und der Däne Kurt Ard. Er illustrierte Bücher für den Ehapa Verlag und Romane für den Bastei Verlag. Seine Arbeiten erschienen in der Quick, der Bunten, Heim und Welt, Kristall, Bild und vielen mehr. Einer breiten Öffentlichkeit wurde er auch bekannt durch seine vielen Filmplakate, die den deutschen Film der 1950er und 1960er Jahre widerspiegeln, darunter z. B. die Plakate zu den Filmen Und abends in die Scala und Es geschah am hellichten Tag.
Helmuth Ellgaard starb 1980 an einem Herzinfarkt und fand seine letzte Ruhestätte auf dem Friedhof von Heikendorf bei Kiel. Ein Großteil seiner Arbeiten wurde 2003 von seinen Söhnen dem Haus der Geschichte der Bundesrepublik Deutschland in Bonn als Geschenk übergeben.

## Bildergalerie, Arbeiten (Auswahl)

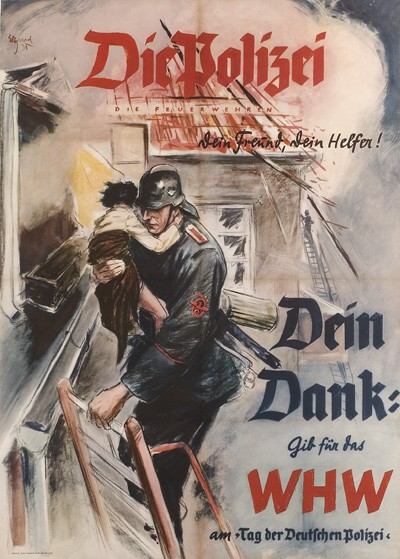
Plakat „Die Polizei, dein Freund, dein Helfer“, 1938
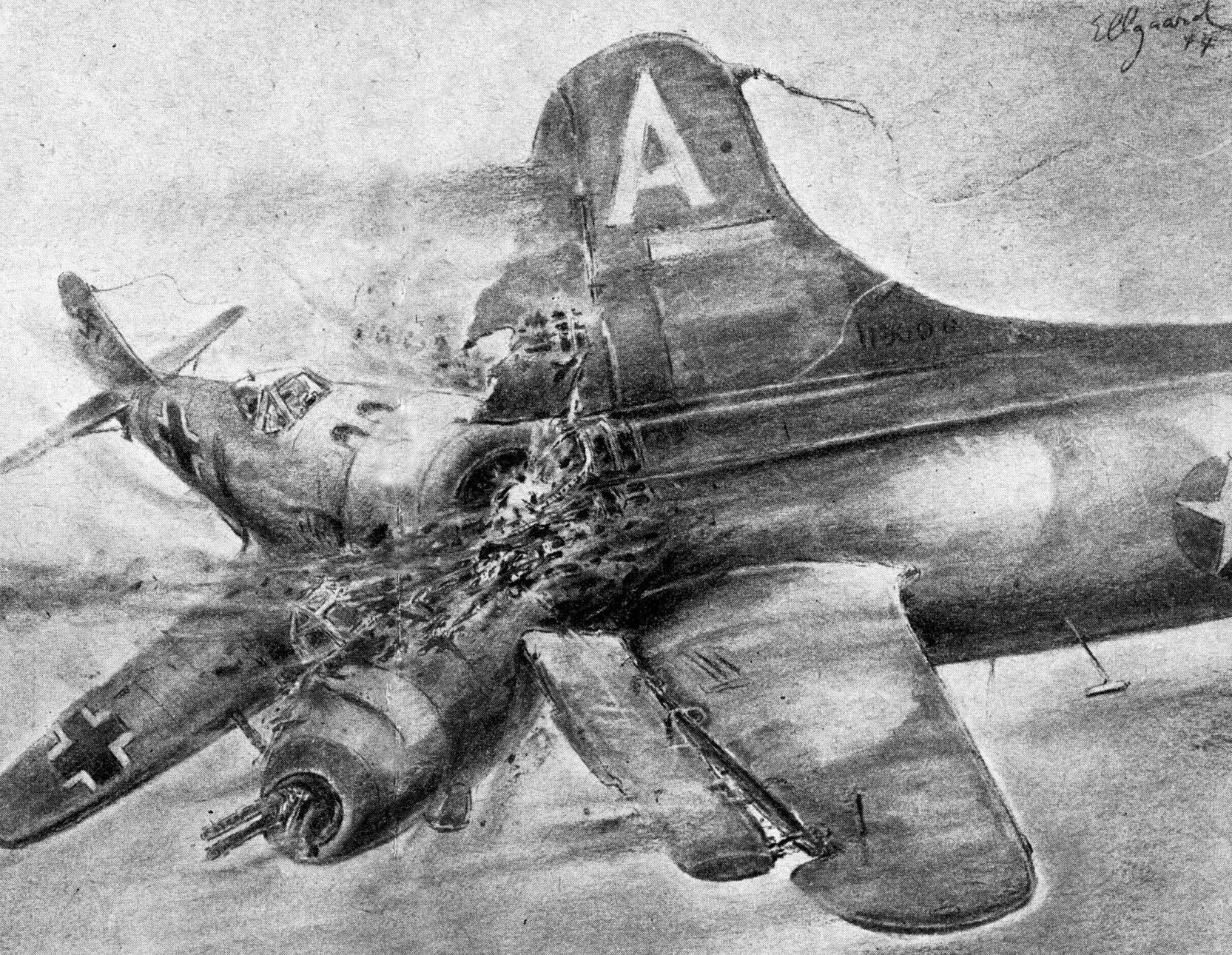
Kriegsberichter: „Ich ramme“, Berliner Illustrirte Zeitung, 1944
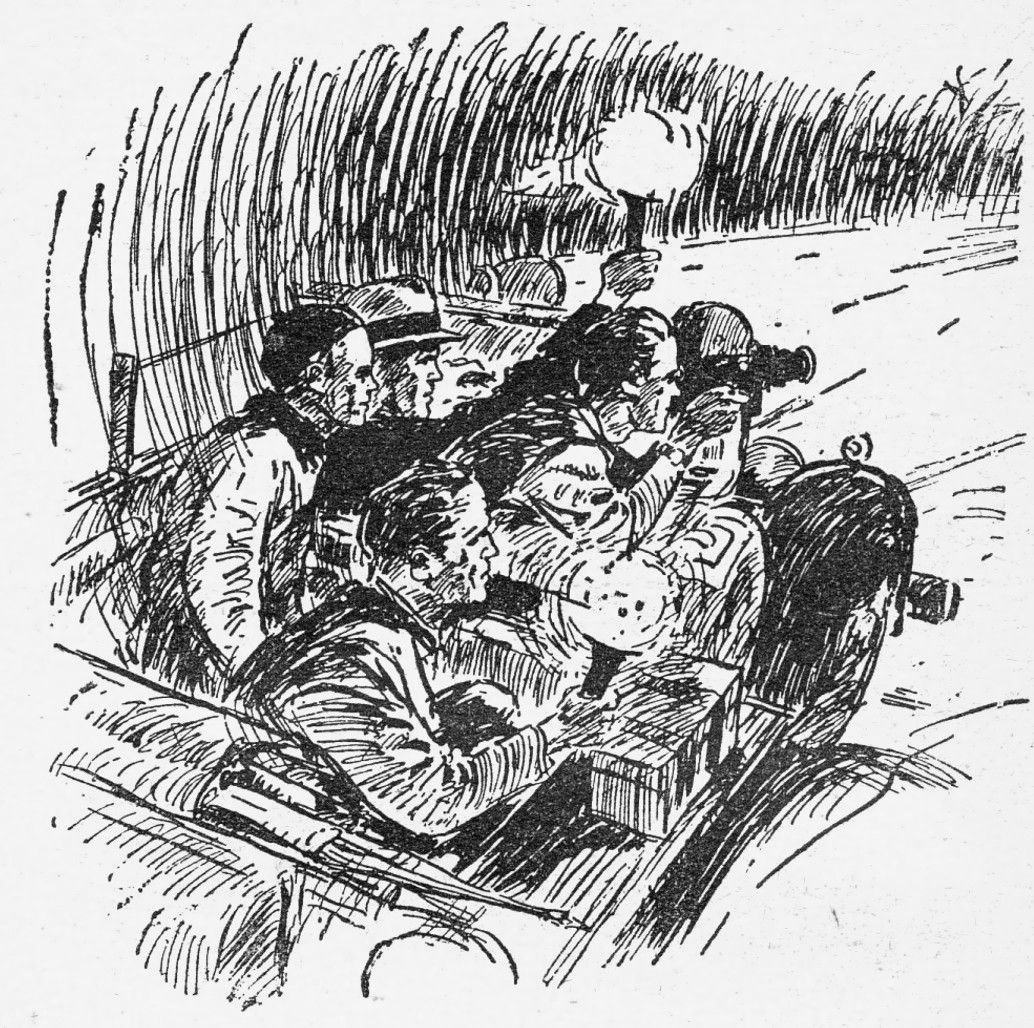
Buchillustration Abenteuer mit der Filmkamera, 1946
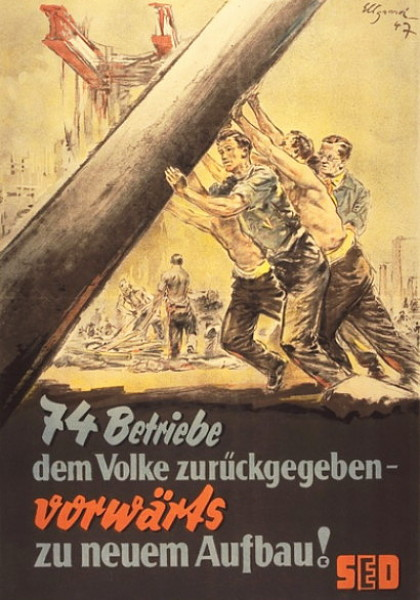
Wahlplakat für die SED, 1947
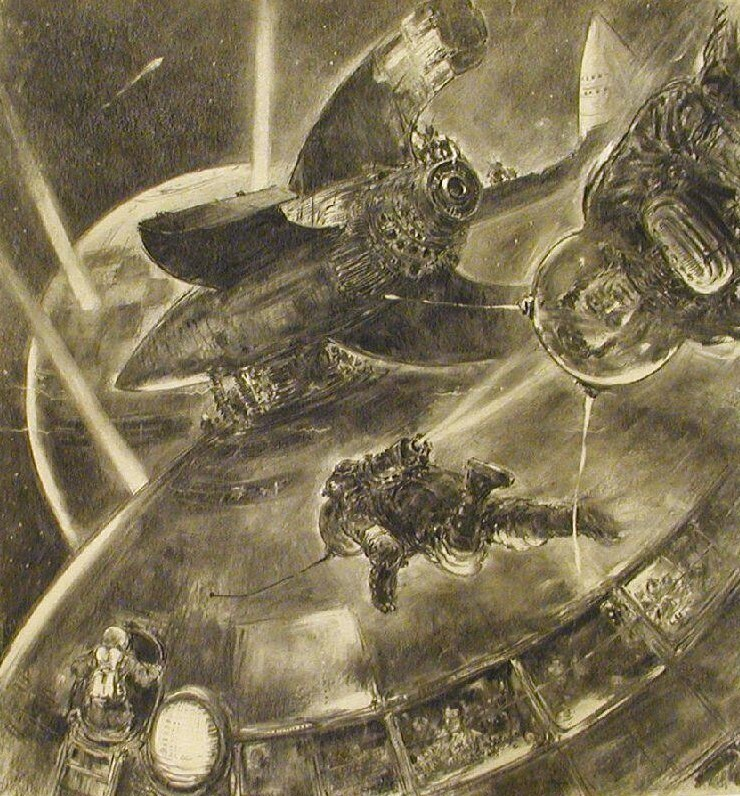
Weltraumstation, Zukunftsvision 1949
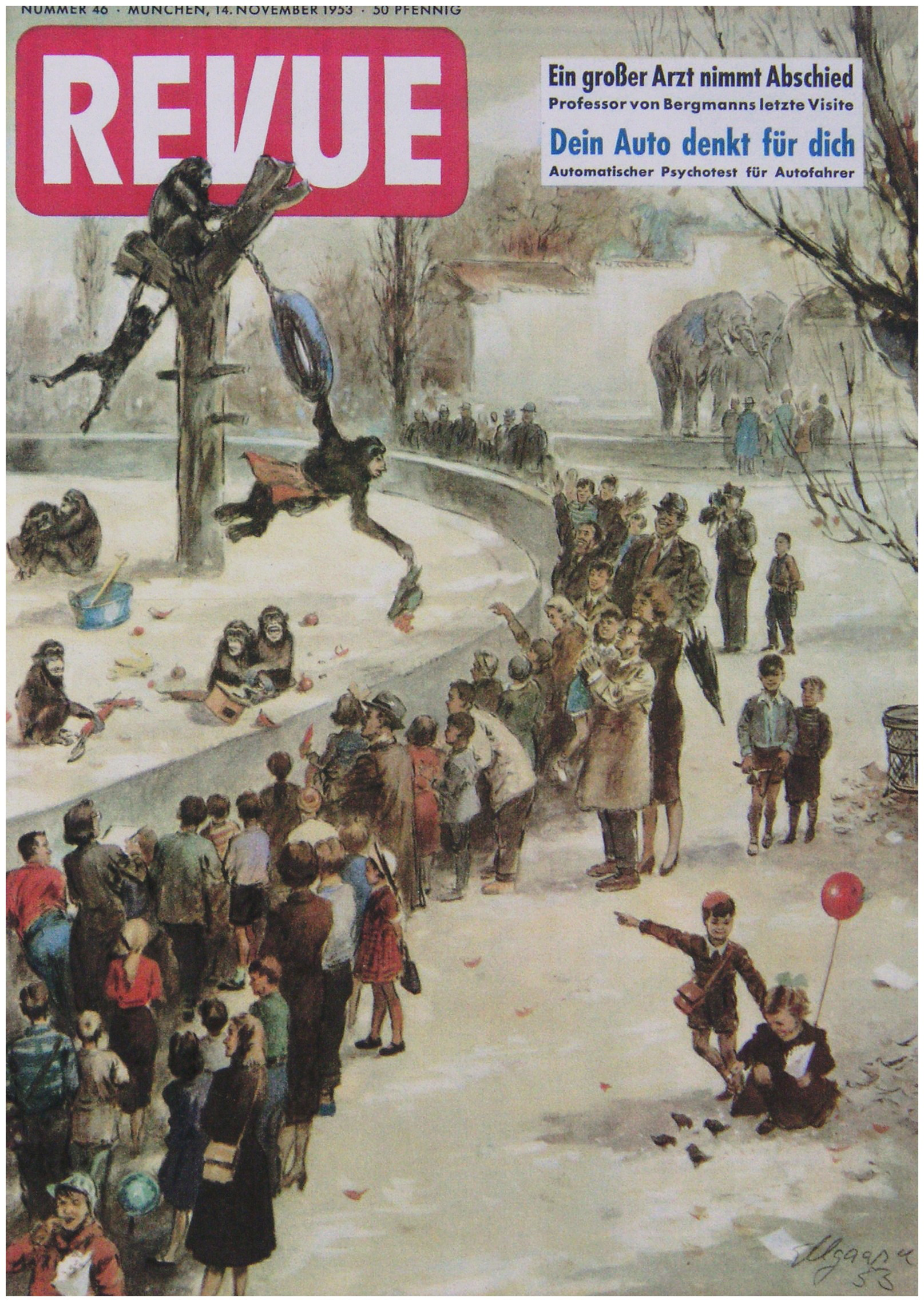
Titelseite für die Zeitschrift Revue, 1953
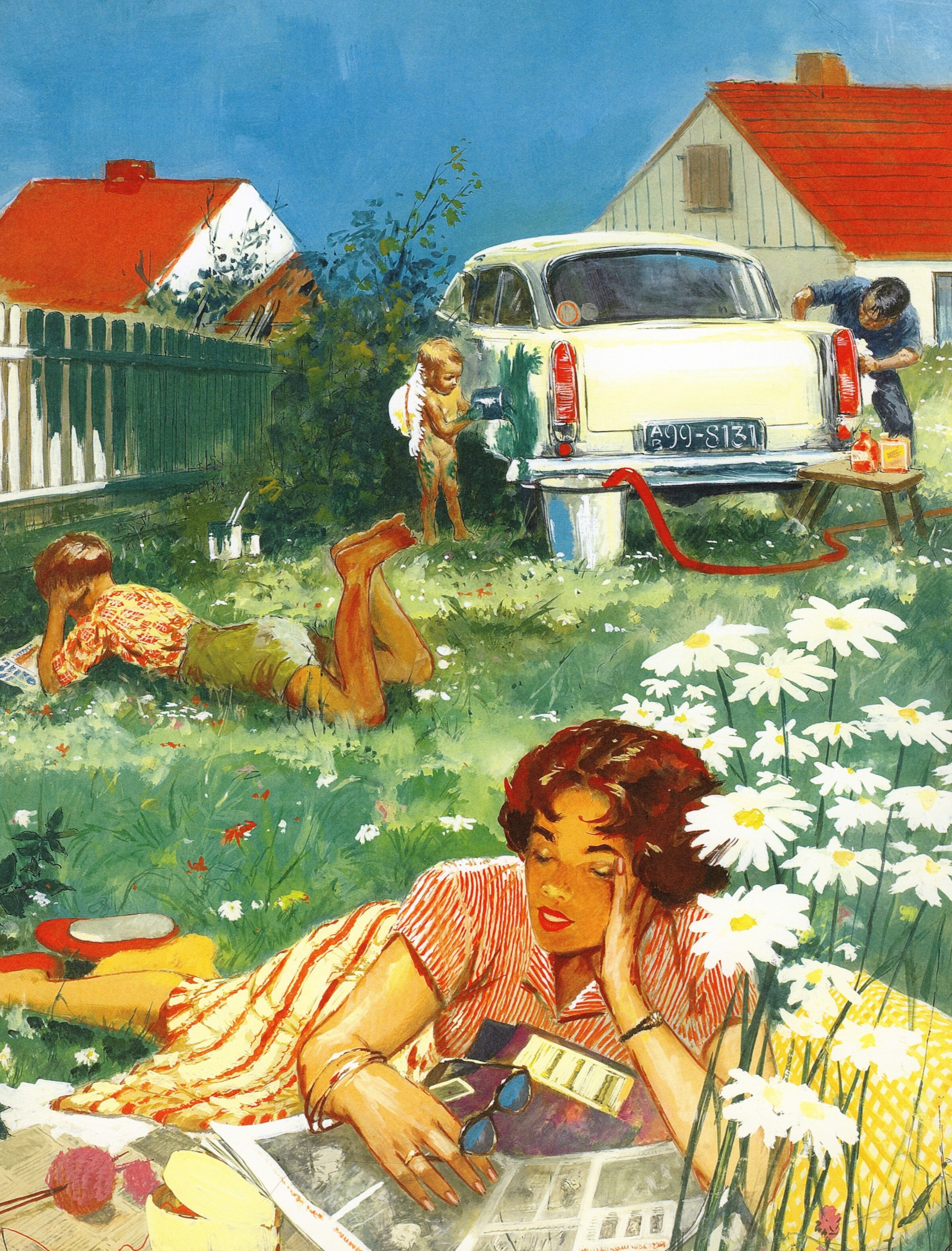
„Die Ruhe vor dem Sturm“, 1956
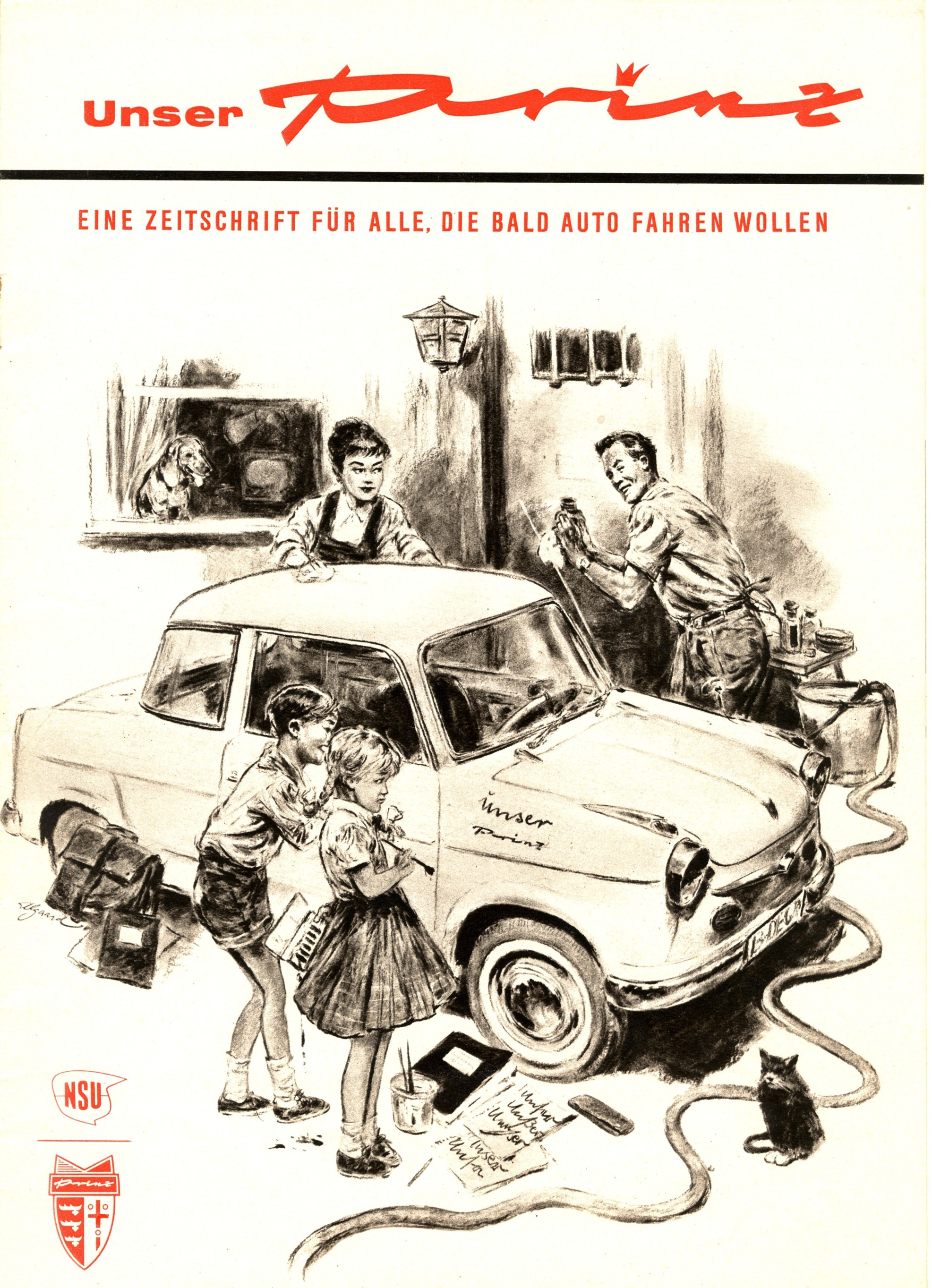
Werbung für NSU Prinz, 1958
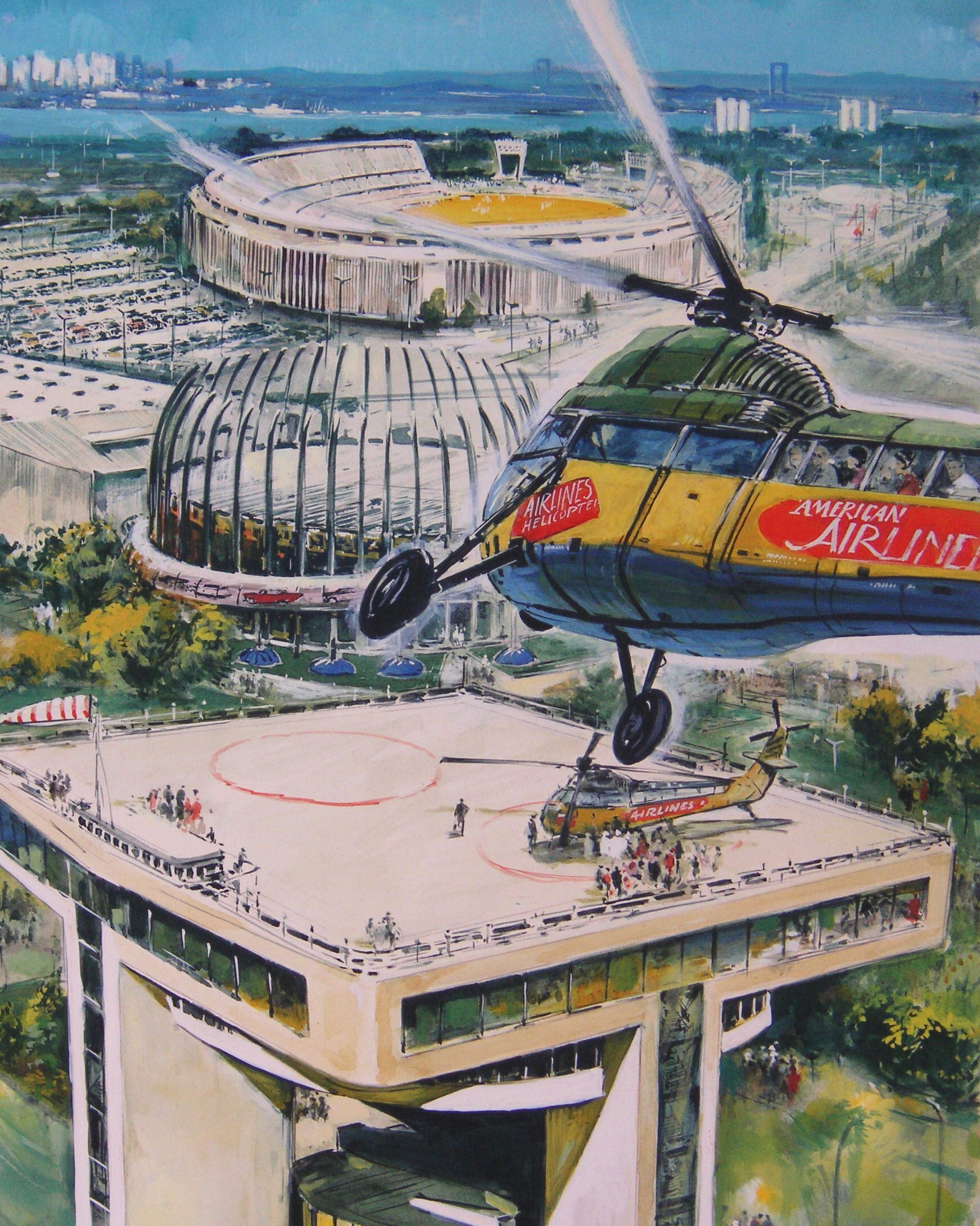
Titelseite für die Zeitschrift Kristall, 1958
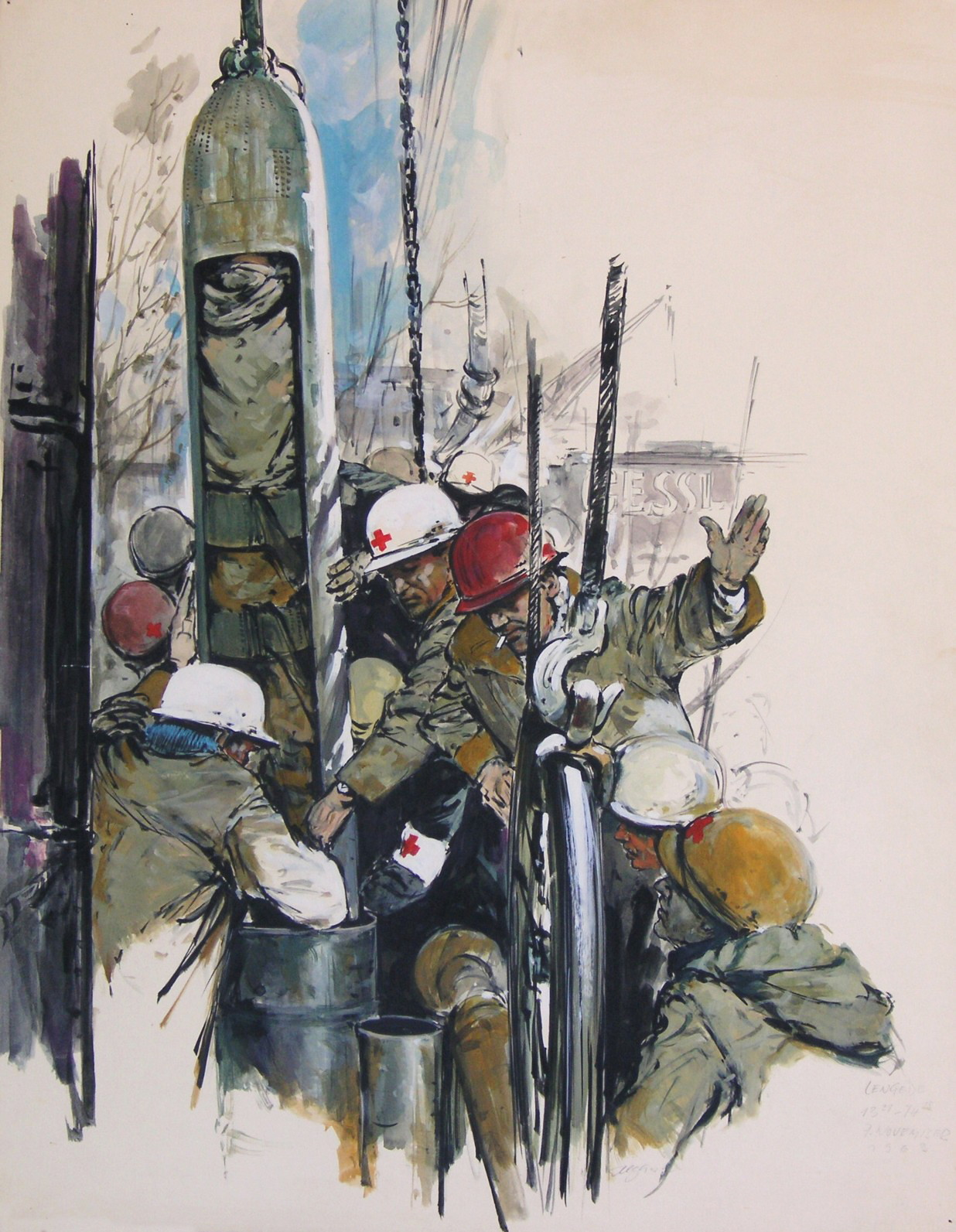
Grubenunglück von Lengede, 1963

## Filmplakate 1954–1961

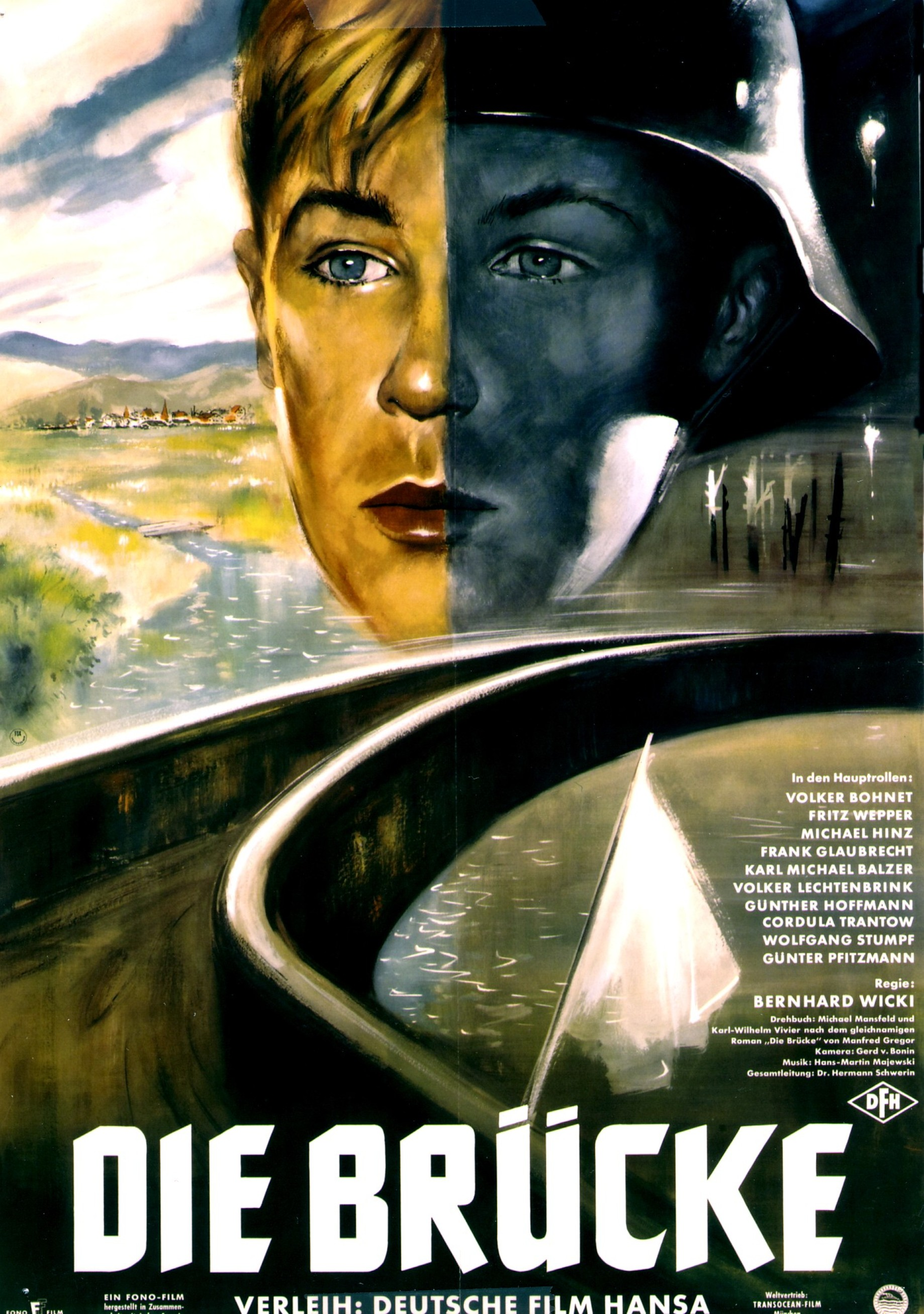
Die Brücke, 1959

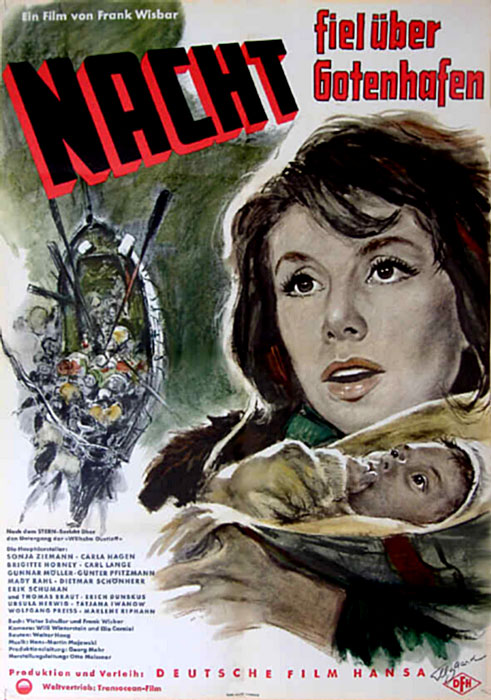
Nacht fiel über Gotenhafen, 1959

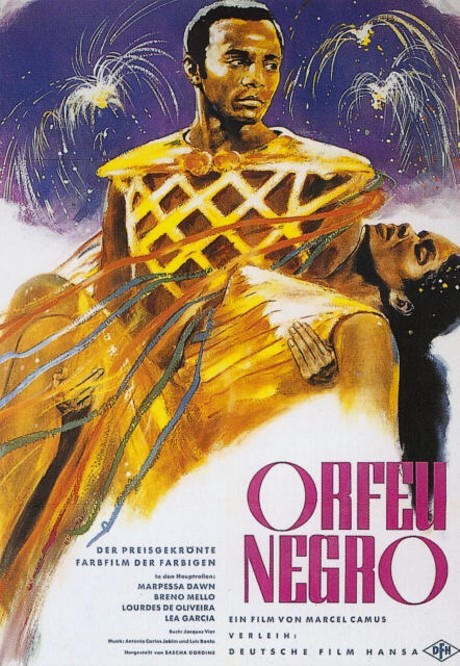
Orfeu Negro, 1959

Geordnet nach Entstehungszeit, danach der Auftraggeber / Filmverleih sowie Weblink zum Plakat falls vorhanden. (Die Liste ist noch nicht komplett.)
- 1954: Die Hölle von Silverrock, Gloria Film
- 1955: Unternehmen Pelikan, Gloria Film
- 1955: Rosenmontag, Gloria Film
- 1956: Terror, Gloria Film
- 1957: Banktresor 713, Deutsche Film Hansa
- 1957: Der stille Don, Deutsche Film Hansa
- 1957: Made in Germany, Deutsche Film Hansa
- 1957: Einmal eine große Dame sein, Deutsche Film Hansa
- 1957: Es wird alles wieder gut, Deutsche Film Hansa
- 1957: Malwa, Deutsche Film Hansa
- 1958: Grabenplatz 17, Deutsche Film Hansa
- 1958: Und abends in die Scala, Deutsche Film Hansa[3]
- 1958: Das Mädchen vom Moorhof, Deutsche Film Hansa
- 1958: Der Stern von Santa Clara, Deutsche Film Hansa
- 1958: Rivalen der Manege, Deutsche Film Hansa
- 1958: Petersburger Nächte, Deutsche Film Hansa
- 1959: Spion für Deutschland, Deutsche London Film
- 1959: Die Brücke, Deutsche Film Hansa[4]
- 1959: Es geschah am hellichten Tag, Deutsche Film Hansa[5]
- 1959: Ein Mann geht durch die Wand, Deutsche Film Hansa
- 1959: Hunde, wollt ihr ewig leben, Deutsche Film Hansa
- 1959: Ein Engel auf Erden, Deutsche Film Hansa
- 1959: Nacht fiel über Gotenhafen, Deutsche Film Hansa[6]
- 1959: Orfeu Negro, Deutsche Film Hansa[7]
- 1959: Und ewig singen die Wälder, Deutsche Film Hansa
- 1959: La Paloma, Deutsche Film Hansa
- 1959: Alt Heidelberg, Deutsche Film Hansa
- 1960: Das Erbe von Björndal, Deutsche Film Hansa
- 1960: Der Greifer, Deutsche Film Hansa
- 1960: Jäger Gejagte
- 1960: Ein Stern fällt vom Himmel, Deutsche Film Hansa
- 1960: Kauf Dir einen bunten Luftballon, Deutsche Film Hansa
- 1960: So ein Millionär der hat’s schwer, Deutsche Film Hansa
- 1960: Von allen geliebt, Deutsche Film Hansa
- 1961: Barbara, Deutsche Film Hansa
- 1961: Das Wunder des Malachias, UFA Film Hansa
- 1961: Ruf der Wildgänse, UFA Film Hansa
- 1961: Transport, UFA Film Hansa
- 1961: Nur der Wind, UFA Film Hansa